# Royal Saint Kitts and Nevis Defence Force
Die Streitkräfte von Saint Kitts und Nevis werden als Royal Saint Kitts and Nevis Defence Force (SKNDF) bezeichnet. Sie haben Polizeicharakter und unterstehen dem Minister of National Security. Sie werden im Krisenfall von der Royal St. Christopher and Nevis Police Force unterstützt.

## Organisation
Die Royal Saint Kitts and Nevis Defence Forces bestehen aus
- einer Infanterieeinheit (the St. Kitts Nevis Regiment) und
- der Küstenwache (the St. Kitts Nevis Coast Guard).

Das zusätzliche Reserve-Corps der SKNDF besteht aus der
- 'B' Company
- Coast Guard reserve
- St. Kitts and Nevis Defence Force Band
- St. Kitts and Nevis Defence Force Cadet Corps

## Geschichte
Die Royal Saint Kitts and Nevis Defence Force wurde bereits 1896 gegründet, aber erst 1967 in eine reguläre militärische Einheit umgewandelt. 1980 wurde der aktive Teil der SKNDF aufgelöst, unter Denzil Douglas 1996 aber reaktiviert. Die heutige Struktur stammt aus dem Jahr 1997.

## Ausrüstung

### St. Kitts Nevis Regiment
- 3x Daimler Ferret FV-702 4x4 ARVs ( Vereinigtes Königreich)
- Land Rover Defender 4x4 ( Vereinigtes Königreich)
- Sterling MK-4 9 mm SMG ( Vereinigtes Königreich)
- FN-FAL 50-00 ( Belgien)
  - L-1A1 7.62mm SAR ( Vereinigtes Königreich)
- FN-MAG 7.62mm LMG ( Belgien)
- L-16A-1 81 mm Mörser ( Vereinigtes Königreich)

### Küstenwache
- 4 Patrouillenboote
- 1 Hochsee-Patrouillenboot